# Georges Köhler
Georges Jean Franz Köhler (Munique, 17 de abril de 1946 — Freiburg im Breisgau, 1 de março de 1995) foi um biologista alemão.
Foi agraciado com o Nobel de Fisiologia ou Medicina de 1984, por desenvolver táticas de produção de anticorpos monoclonais.